# (612243) 2001 QR322
(612243) 2001 QR322 – planetoida z grupy trojańczyków Neptuna, odkryta w 2001 roku.
Została odkryta 21 sierpnia 2001 roku przez Marca Buie z Obserwatorium Cerro Tololo w ramach programu badawczego Deep Ecliptic Survey.

## Orbita
Planetoida ta krąży w średniej odległości ok. 30,2 j.a. od Słońca po eliptycznej orbicie o mimośrodzie ok. 0,03. Wykonuje jeden obieg wokół Słońca w ciągu ok. 166 lat.
W swym ruchu orbitalnym asteroida ta znajduje się w punkcie libracji L4 układu Neptun – Słońce. Krążąc po zbliżonej do Neptuna orbicie, poprzedza go, znajdując się ok. 60° przed nim.
Orbita planetoidy jest nachylona pod kątem 1,32° do płaszczyzny ekliptyki.

## Właściwości fizyczne
(612243) 2001 QR322 jest ciałem o średnicy ok. 132 km. Jego jasność absolutna to ok. 8,2m.